# Alphonso Davies
Alphonso Boyle Davies (sinh ngày 2 tháng 11 năm 2000) là một cầu thủ bóng đá chuyên nghiệp người Canada hiện đang thi đấu ở vị trí hậu vệ trái hoặc tiền vệ cánh cho câu lạc bộ Bundesliga Bayern Munich và là đội trưởng của đội tuyển bóng đá quốc gia Canada. Nổi tiếng nhờ lối chơi giàu kỹ thuật, khả năng rê bóng tốt và khả năng sáng tạo trong lối chơi, anh được đánh giá là một trong những hậu vệ xuất sắc nhất thế giới trong thế hệ của mình và là một trong những cầu thủ Bắc Mỹ xuất sắc nhất mọi thời đại trong lịch sử bóng đá.
Tháng 6 năm 2017, anh trở thành cầu thủ trẻ nhất khoác áo đội tuyển quốc gia Canada. Với hai bàn thắng vào lưới Guyane thuộc Pháp trong một trận đấu thuộc khuôn khổ Cúp Vàng CONCACAF 2017, anh trở thành chân sút trẻ nhất ghi bàn cho tuyển quốc gia Canada, chân sút trẻ nhất ghi bàn trong lịch sử Cúp Vàng CONCACAF, cũng như cầu thủ sinh trong thập niên 2000 đầu tiên ghi bàn tại một giải đấu cấp độ quốc tế hàng đầu.
Vào năm 2019, Davies lọt vào vị trí thứ 6 trong Bảng xếp hạng"Cầu thủ trẻ xuất sắc nhất năm"(NxGn 2019).

## Xuất thân
Davies được sinh ra tại Buduburam, một trại tị nạn ở quận Gomoa East của Ghana với cha mẹ là người Liberia. Cha mẹ anh định cư tại đó sau khi phải chạy trốn khỏi quê hương trong cuộc nội chiến Liberia lần thứ hai, sự kiện làm hơn 450.000 người dân tại Liberia phải ly tán. Năm Davies 5 tuổi, gia đình anh chuyển đến Canada, sau cùng định cư tại Edmonton. Ngày 6 tháng 6 năm 2017, anh chính thức nhận quốc tịch Canada.

## Sự nghiệp câu lạc bộ

### Đội trẻ
Sau khi chơi bóng cho Edmonton Internationals và Edmonton Strikers, Davies đầu quân cho Whitecaps FC Residency lúc anh mới 14 tuổi.

### Whitecaps FC 2
Sau khi gia nhập Vancouver Whitecaps FC trong chuyến du đấu tiền mùa giải MLS 2016, Davies đã ký hợp đồng với Whitecaps FC 2 tại United Soccer League (USL) vào ngày 23 tháng 2 năm 2016. Ở thời điểm ký kết, anh trở thành cầu thủ trẻ nhất ký hợp đồng chơi bóng tại USL lúc mới 15 tuổi, 3 tháng. Davies có trận ra mắt chuyên nghiệp cho Whitecaps FC 2 vào lúc anh 15 tuổi, 5 ngày vào tháng 4 năm 2016. Ngày 15 tháng 5 năm 2016, anh có pha lập công chuyên nghiệp đầu tiên của mình, giúp anh trở thành chân sút trẻ nhất ghi bàn trong lịch sử USL khi mới 15 tuổi, 6 tháng. Anh đã ghi 2 bàn trong 11 trận đá ở mùa giải 2016.

### Vancouver Whitecaps FC
Davies đã được điền tên vào danh sách đội hình dự kiến của Whitecaps tại giải vô địch Canada 2016 theo một giao kèo ngắn hạn. Ngày 1 tháng 6 năm 2016, anh có trận đá ra mắt cho đội bóng đầu tiên của mình ở trận lượt đi của giải vô địch Canada trước Ottawa Fury và có trận đá chính từ đầu trong trận lượt về tại Vancouver.
Ngày 15 tháng 6 năm 2016, Davies ký hợp đồng lên chơi cho đội một của Whitecaps trong suốt năm 2018, kèm theo điều khoản cho phép anh lựa chọn đá ở hai mùa 2019 và 2020. Ở thời điểm ký kết, anh trở thành cầu thủ trẻ đang thi đấu trẻ nhất tại MLS và cầu thủ trẻ thứ 3 từng ký hợp đồng với một đội ở MLS. Davies có trận ra mắt MLS vào ngày 16 tháng 7 năm 2016, trở thành chân sút trẻ thứ 2 thi đấu ở MLS sau Freddy Adu. Tháng 9 năm 2016, anh ghi bàn thắng đầu tiên cho đội một tại Champions League CONCACAF 2016–17 vào lưới Sporting Kansas City trong thời gian đá hiệp phụ để đưa câu lạc bộ của mình tiến vào vòng đấu loại trực tiếp.

### Bayern München
Ngày 25 tháng 7 năm 2018, Vancouver công bố rằng họ đã chấp nhận vụ chuyển nhượng Davies trị giá hàng triệu đô la Mỹ tới câu lạc bộ Bayern München của Bundesliga; trong đó Davies chơi nốt mùa MLS 2018 với Vancouver, trước khi đầu quân cho Bayern vào tháng 1 năm 2019. Mức phí chuyển nhượng sàn là 13,5 triệu USD, kèm theo phụ phí cho màn trình diễn tốt, nâng tổng trị giá phi vụ lên 22 triệu USD – một con số kỷ lục lúc bấy giờ của MLS; sau này kỷ lục trên bị phi vụ Miguel Almiron chuyển đến Newcastle United xô đổ. Davies có mùa giải tập luyện đầu tiên cùng Bayern vào ngày 21 tháng 11 năm 2018 và có trận ra mắt vào ngày 12 tháng 1 năm 2019 trước Borussia Mönchengladbach tại chung kết giải giao hữu Telekom Cup; cuối cùng Bayern giành chiến thắng trên loạt đá luân lưu sau hai hiệp chính bất phân thắng bại. Ngày 18 tháng 5 năm 2019, Davies đoạt danh hiệu Bundesliga đầu tiên trong màu áo Bayern khi"Hùm xám"giành ngôi vô địch với 2 điểm hơn đại kình địch Dortmund. Một tuần sau, anh đoạt Cúp quốc gia Đức đầu tiên sau khi Bayern đánh bại RB Leipzig 3-0 trong trận chung kết 2019.
Davies có trận đá chính đầu tiên ở Bundesliga cùng Bayern tại vòng đấu thứ 9 của mùa 2019–20, sau khi trải qua 90 phút thi đấu trong trận thắng 2-1 trên sân nhà trước Union Berlin. Anh có trận đá chính đầu tiên ở UEFA Champions League vào ngày 6 tháng 11 năm 2019 trong chiến thắng 2-0 trước Olympiacos. Suốt mùa giải 2019–20, Davies đá hậu vệ biên trái để David Alaba có thể đá trung vệ. Davies được khen ngợi hết lời ở vị trí đó và được coi là một trong những hậu vệ trái xuất sắc nhất thế giới. Ngày 25 tháng 2 năm 2020, Davies kiến tạo cho bàn thắng của Robert Lewandowski trong thắng lợi 3-0 trên sân khách trước đối thủ Chelsea ở trận lượt đi vòng 16 đội của Champions League, màn trình diễn trong suốt cả trận của anh được truyền thông tán dương nồng nhiệt, trong đó chuyên gia Gary Lineker nhận định rằng Davies đã chơi"tuyệt hay", còn cựu tuyển thủ quốc gia Mỹ Stuart Holden miêu tả anh là"hậu vệ trái đẳng cấp thế giới".

## Sự nghiệp cấp đội tuyển

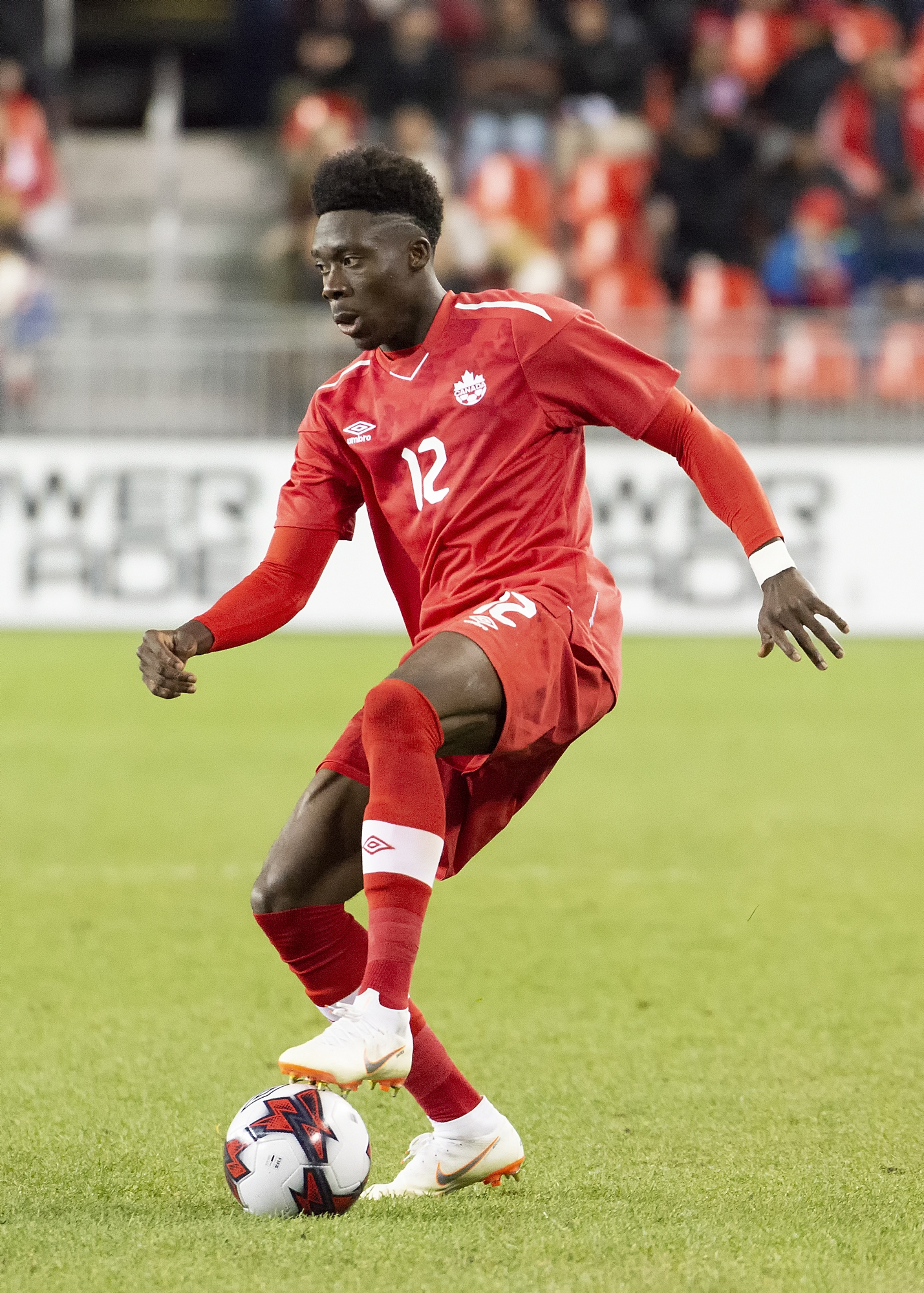
Davies trong màu áo tuyển Canada ở trận giao hữu gặp Dominica tại sân BMO Field ở Toronto, ngày 16 tháng 10 năm 2018.

### Đội một
Ngày 6 tháng 6 năm 2017, Davies đỗ bài kiểm tra quốc tịch và chính thức nhận quốc tịch Canada, giúp anh đủ điều kiện khoác áo đội tuyển quốc gia Canada. Cùng ngày hôm đó, Davies được điền tên vào đợt tập luyện của đội một đá giao hữu với Curaçao cũng như danh sách sơ bộ 40 tuyển thủ quốc gia Canada phục vụ chiến dịch Cúp Vàng 2017. Davies có trận ra mắt đội tuyển ở trận giao hữu gặp Curaçao năm anh 16 tuổi, khiến anh trở thành cầu thủ trẻ nhất thi đấu trong màu áo tuyển. Ngày 27 tháng 6, Davies được điền tên vào danh sách 23 tuyển thủ cuối cùng dự Cúp Vàng 2017. Trong trận đầu tiên của Canada tại giải đấu, Davies đã lập một cú đúp trong chiến thắng 4-2 trước Guyane thuộc Pháp. Những pha lập công trên đưa anh thành chân sút ghi bàn trẻ nhất trong lịch sử Cúp Vàng. Anh tiếp tục"nổ súng"trong trận thứ hai của đội gặp Costa Rica và thu về kết quả hòa 1-1. Davies tiếp tục giành danh hiệu Chiếc giày vàng với tư cách chân sút số một của giải, cùng với các danh hiệu Cầu thủ trẻ xuất sắc nhất giải cũng như nằm trong đội hình tiêu biểu của giải.
Tại World Cup 2022 tổ chức ở Qatar, anh chỉ có được một bàn thắng duy nhất trong trận thua 1-4 trước Croatia. Chung cuộc, Canada rời giải với 3 trận toàn thua mà không giành được điểm nào, chỉ ghi được 2 bàn thắng và 7 lần lọt lưới.

## Thống kê sự nghiệp

### Câu lạc bộ
Tính đến 22 tháng 5 năm 2021
| Câu lạc bộ             | Mùa giải            | Vô địch quốc gia    | Vô địch quốc gia | Vô địch quốc gia | Cúp     | Cúp       | Liên lục địa | Liên lục địa | Khác    | Khác      | Tổng cộng | Tổng cộng |
| Câu lạc bộ             | Mùa giải            | Hạng đấu            | Số trận          | Bàn thắng        | Số trận | Bàn thắng | Số trận      | Bàn thắng    | Số trận | Bàn thắng | Số trận   | Bàn thắng |
| ---------------------- | ------------------- | ------------------- | ---------------- | ---------------- | ------- | --------- | ------------ | ------------ | ------- | --------- | --------- | --------- |
| Whitecaps FC 2         | 2016                | USL                 | 11               | 2                | —       | —         | —            | —            | 0       | 0         | 11        | 2         |
| Vancouver Whitecaps FC | 2016                | MLS                 | 8                | 0                | 4       | 0         | 3            | 1            | —       | —         | 15        | 1         |
| Vancouver Whitecaps FC | 2017                | MLS                 | 26               | 0                | 2       | 2         | 4            | 1            | 1       | 0         | 33        | 3         |
| Vancouver Whitecaps FC | 2018                | MLS                 | 31               | 8                | 2       | 0         | —            | —            | —       | —         | 33        | 8         |
| Vancouver Whitecaps FC | Tổng cộng           | Tổng cộng           | 65               | 8                | 8       | 2         | 7            | 2            | 1       | 0         | 81        | 12        |
| Bayern München II      | 2018–19             | Regionalliga Bayern | 3                | 0                | —       | —         | —            | —            | 2       | 0         | 5         | 0         |
| Bayern München II      | 2019–20             | 3. Liga             | 3                | 0                | 0       | 0         | 0            | 0            | 0       | 0         | 3         | 0         |
| Bayern München II      | Tổng cộng           | Tổng cộng           | 6                | 0                | 0       | 0         | 0            | 0            | 2       | 0         | 8         | 0         |
| Bayern München         | 2018–19             | Bundesliga          | 6                | 1                | 0       | 0         | 0            | 0            | —       | —         | 6         | 1         |
| Bayern München         | 2019–20             | Bundesliga          | 29               | 3                | 5       | 0         | 8            | 0            | 1       | 0         | 43        | 3         |
| Bayern München         | 2020–21             | Bundesliga          | 23               | 1                | 2       | 0         | 6            | 0            | 4       | 0         | 35        | 1         |
| Bayern München         | Tổng cộng           | Tổng cộng           | 58               | 5                | 7       | 0         | 14           | 0            | 5       | 0         | 84        | 5         |
| Tổng cộng sự nghiệp    | Tổng cộng sự nghiệp | Tổng cộng sự nghiệp | 140              | 15               | 15      | 2         | 21           | 2            | 8       | 0         | 184       | 19        |

Chú giải
1. ↑  Gồm có Canadian Championship và Cúp quốc gia Đức
2. 1 2  Số trận ra sân tại CONCACAF Champions League
3. ↑  Số trận ra sân tại play-off MLS Cup
4. ↑  Số trận ra sân nhằm đoạt vé play-off thăng hạng lên 3. Liga
5. 1 2  Số trận ra sân ở UEFA Champions League
6. ↑  Số trận ra sân ở DFL-Supercup
7. ↑  1 trận ra sân tại UEFA Super Cup, 1 trận ra sân tại DFL-Supercup, 2 trận ra sân tại FIFA Club World Cup

### Cấp đội tuyển
Tính đến 23 tháng 3 năm 2024
| Canada    | Canada  | Canada    |
| Năm       | Số trận | Bàn thắng |
| --------- | ------- | --------- |
| 2017      | 6       | 3         |
| 2018      | 3       | 0         |
| 2019      | 8       | 2         |
| 2021      | 13      | 5         |
| 2022      | 7       | 3         |
| 2023      | 7       | 2         |
| 2024      | 1       | 0         |
| Tổng cộng | 45      | 15        |

### Bàn thắng cấp đội tuyển
Tính đến 21 tháng 11 năm 2023
| #  | Ngày                 | Nơi thi đấu                                                       | Đối thủ           | Tỉ số | Kết quả | Giải đấu                        |
| -- | -------------------- | ----------------------------------------------------------------- | ----------------- | ----- | ------- | ------------------------------- |
| 1. | 7 tháng 7 năm 2017   | Red Bull Arena, Harrison, Hoa Kỳ                                  | Guyane thuộc Pháp | 3–0   | 4–2     | CONCACAF Gold Cp 2017           |
| 2. | 7 tháng 7 năm 2017   | Red Bull Arena, Harrison, Hoa Kỳ                                  | Guyane thuộc Pháp | 4–2   | 4–2     | CONCACAF Gold Cp 2017           |
| 3. | 11 tháng 6 năm 2017  | BBVA Compass, Houston, Hoa Kỳ                                     | Costa Rica        | 1–0   | 1–1     | CONCACAF Gold Cp 2017           |
| 4. | 10 tháng 9 năm 2019  | Khu liên hợp thể thao Truman Bodden, George Town, Quần đảo Cayman | Cuba              | 1–0   | 1–0     | CONCACAF Nations League 2019–20 |
| 5. | 15 tháng 10 năm 2019 | BMO Field, Toronto, Canada                                        | Hoa Kỳ            | 1–0   | 2–0     | CONCACAF Nations League 2019–20 |
| 6  | 29 tháng 3 năm 2021  | IMG Academy, Bradenton, Hoa Kỳ                                    | Quần đảo Cayman   | 4–0   | 11–0    | Vòng loại FIFA World Cup 2022   |
| 7  | 29 tháng 3 năm 2021  | IMG Academy, Bradenton, Hoa Kỳ                                    | Quần đảo Cayman   | 9–0   | 11–0    | Vòng loại FIFA World Cup 2022   |
| 8  | 5 tháng 6 năm 2021   | IMG Academy, Bradenton, Hoa Kỳ                                    | Aruba             | 5–0   | 7–0     | Vòng loại FIFA World Cup 2022   |
| 9  | 8 tháng 6 năm 2021   | Sân vận động SeetGeek, Bridgeview, Hoa Kỳ                         | Suriname          | 1–0   | 4–0     | Vòng loại FIFA World Cup 2022   |
| 10 | 13 tháng 10 năm 2021 | BMO Field, [[Toronto, Canada                                      | Panamá            | 2–1   | 4–1     | Vòng loại FIFA World Cup 2022   |
| 11 | 9 tháng 6 năm 2022   | BC Place, Vancouver, Canada                                       | Curaçao           | 1–0   | 4–0     | CONCACAF Nations League 2022–23 |
| 12 | 9 tháng 6 năm 2022   | BC Place, Vancouver, Canada                                       | Curaçao           | 3–0   | 4–0     | CONCACAF Nations League 2022–23 |
| 13 | 27 tháng 11 năm 2022 | Sân vận động Quốc tế Khalifa, Doha, Qatar                         | Croatia           | 1–0   | 1–4     | FIFA World Cup 2022             |
| 14 | 15 tháng 6 năm 2023  | Sân vận động Allegiant, Paradise, Hoa Kỳ                          | Panamá            | 2–0   | 2–0     | CONCACAF Nations League 2022–23 |
| 15 | 21 tháng 11 năm 2023 | BMO Field, Toronto, Canada                                        | Jamaica           | 1–0   | 2–3     | CONCACAF Nations League 2023–24 |

## Danh hiệu
Bayern München
- Bundesliga: 2018–19, 2019–20, 2020–21, 2021–22, 2022–23, 2024–25
- DFB-Pokal: 2018–19, 2019–20
- Franz Beckenbauer Supercup: 2020, 2021, 2022, 2025
- UEFA Champions League: 2019–20
- UEFA Super Cup: 2020
- FIFA Club World Cup: 2020

### Cá nhân
- Cầu thủ nam U-17 xuất sắc nhất năm của Canada: 2016, 2017.
- Cúp Vàng CONCACAF – Giải tương lai sáng lạng: 2017[43]
- Cúp Vàng CONCACAF – Giải Chiếc giày vàng: 2017[44]
- Cúp Vàng CONCACAF – Đội hình tiêu biểu: 2017[44]
- Đội hình toàn sao MLS: 2018
- Cầu thủ xuất sắc nhất năm của Vancouver Whitecaps FC: 2018
- Bàn thắng đẹp nhất năm Vancouver Whitecaps FC: 2018
- Cầu thủ Canada xuất sắc nhất năm: 2018[45]